# Saint-Christophe (Rodan)
Saint-Christophe – miejscowość i dawna gmina we Francji, w regionie Owernia-Rodan-Alpy, w departamencie Rodan. W 2016 roku populacja ówczesnej gminy wynosiła 244 mieszkańców. 
W dniu 1 stycznia 2019 roku z połączenia siedmiu ówczesnych gmin – Avenas, Monsols, Ouroux, Saint-Christophe, Saint-Jacques-des-Arrêts, Saint-Mamert oraz Trades – powstała nowa gmina Deux-Grosnes. Siedzibą gminy została miejscowość Monsols. 